# Edson Montaño
Edson Eli Montaño Angulo (ur. 15 marca 1991 w Guayaquil) – ekwadorski piłkarz występujący najczęściej na pozycji napastnika, obecnie zawodnik Barcelony SC.

## Kariera klubowa
Montaño jest wychowankiem małego klubu LDU Guayaquil, skąd w wieku 15 lat przeszedł do innego zespołu ze swojego rodzinnego miasta – Barcelona SC. Już po roku został zawodnikiem drużyny El Nacional ze stołecznego Quito, w której juniorach spędził dwa lata, po czym został włączony do seniorskiego składu. W ekwadorskiej Serie A zadebiutował 13 września 2009 w przegranym 0:1 spotkaniu z LDU Portoviejo, natomiast już w kolejnym występie strzelił premierowego gola w najwyższej klasie rozgrywkowej – 20 września w przegranej 2:3 konfrontacji z Espoli. Ogółem w barwach Nacionalu rozegrał dziewięć ligowych meczów, zdobywając jedną bramkę i nie osiągnął z tą ekipą żadnych sukcesów.
Latem 2010 Montaño za nieujawnioną kwotę przeniósł się do wicemistrza Belgii – KAA Gent. W Pro League pierwszy mecz rozegrał 25 września 2010 w wygranym 2:0 pojedynku z Sint-Truidense. W Gencie spędził półtora roku, nie potrafiąc sobie wywalczyć miejsca w wyjściowej jedenastce i wystąpił zaledwie w czterech ligowych spotkaniach. Wiosną 2012 na zasadzie wolnego transferu został zawodnikiem swojego byłego klubu – Barcelony SC.
| Sezon     | Klub         | Kraj    | Rozgrywki  | Mecze | Bramki |
| --------- | ------------ | ------- | ---------- | ----- | ------ |
| 2009      | El Nacional  | Ekwador | Serie A    | 2     | 1      |
| 2010      | El Nacional  | Ekwador | Serie A    | 7     | 0      |
| 2010/2011 | KAA Gent     | Belgia  | Pro League | 4     | 0      |
| 2011/2012 | KAA Gent     | Belgia  | Pro League | 0     | 0      |
| 2012      | Barcelona SC | Ekwador | Serie A    |       |        |

## Kariera reprezentacyjna
W 2011 roku Montaño został powołany do reprezentacji Ekwadoru U–20 na Młodzieżowe Mistrzostwa Ameryki Południowej, gdzie zdobył cztery gole w dziewięciu meczach i zajął z kadrą czwarte miejsce w rozgrywkach, kwalifikując się na Mistrzostwa Świata U–20 w Kolumbii. Także na światowym czempionacie był podstawowym graczem młodzieżówki – rozegrał cztery spotkania, strzelił bramkę w wygranej 2:0 konfrontacji z Kostaryką w fazie grupowej i doszedł z Ekwadorem do 1/8 finału.
W seniorskiej reprezentacji Ekwadoru Montaño zadebiutował 26 marca 2011 w przegranym 0:2 meczu towarzyskim z Kolumbią. W tym samym roku został powołany przez selekcjonera Reinaldo Ruedę na rozgrywany w Argentynie turniej Copa América, gdzie wystąpił w dwóch spotkaniach w roli rezerwowego, natomiast Ekwadorczycy nie zdołali wyjść z grupy.